# Elecciones estatales de Sinaloa de 2010
Las elecciones estatales de Sinaloa de 2010 se llevaron a cabo el domingo 4 de julio de 2010, habiéndose renovado los siguientes cargos de elección popular de Sinaloa:
- Gobernador del Estado de Sinaloa. Titular del Poder Ejecutivo del estado, electo para un periodo de seis años no reelegibles en ningún caso y que asumirá su cargo el 1 de enero de 2011, el candidato es electo fue Mario López Valdez de la coalición El cambio es ahora por Sinaloa.
- 18 ayuntamientos. Compuestos por un Presidente Municipal y regidores, electos para un periodo de tres años no reelegibles para el periodo inmediato.
- 40 Diputados al Congreso del Estado. 24 electos por mayoría relativa en cada uno de los Distrito Electorales y 16 electos mediante el principio de representación proporcional.

## Elecciones internas de los partidos políticos

### Partido Acción Nacional
Inicialmente habían manifestado su interés en ser candidatos del PAN a la gubernatura, el diputado Alejandro Higuera Osuna y Héctor Melesio Cuén Ojeda, sin embargo, ante la postulación del senador Mario López Valdez ambos resolvieron retirarse de la competencia, el 24 de marzo de 2010, Mario López Valdez se registró como precandidato externo del PAN a la gubernatura, y el 25 de marzo el comité ejecutivo nacional aprobó tal registro y la posibilidad de formar una coalición electoral con los partidos de izquierda.
El 8 de mayo de 2010 Mario López Valdez se registró oficialmente como candidato del PAN, PRD y Convergencia a la gubernatura.

### Partido Revolucionario Institucional
El 9 de mayo de 2010 se registró como candidato de la Alianza para Ayudar a la gente compuesta por el PRI, PVEM y PANAL Jesús Vizcarra Calderón.

## Encuestas de intención de voto

### Elección de gobernador
| Encuestadora            | Fecha               | Mario López Valdez | Jesús Vizcarra | Ninguno | NS/NC |
| ----------------------- | ------------------- | ------------------ | -------------- | ------- | ----- |
| Encuestadora            | Fecha               |                    |                | Ninguno | NS/NC |
| Consulta Mitofsky       | 30 de marzo de 2010 | 36.2%              | 38.7%          | 10.7%   | 14.4% |
| Milenio                 | 27 de abril de 2010 | 41.6%              | 46.8%          | -       | 4.0%  |
| Consulta Mitofsky       | 7 de mayo de 2010   | 42.0%              | 46.0%          | -       | 12.0% |
| Consulta Mitofsky       | 23 de mayo de 2010  | 38.7%              | 47.3%          | -       | 14.0% |
| Milenio                 | 2 de junio de 2010  | 37.3%              | 48.4%          | -       | 10.2% |
| Consulta Mitofsky       | 24 de junio de 2010 | 38.0%              | 44.0%          | -       | 18.0% |
| Milenio                 | 24 de junio de 2010 | 36.9%              | 44.8%          | -       | -     |
| Grupo Reforma           | 25 de junio de 2010 | 37.8%              | 41.1%          | 3.1%    | 18.0% |
| Noreste Grupo Editorial | 26 de junio de 2010 | 36.5%              | 41.8%          | 5.1%    | -     |

## Gobernador del Estado
|  | 51.84 % |

|  | 46.36 % |

|  | 98.20 % |

|  | 1.80 % |

|  | 58.35 % |

|  | 41.65 % |

|  | 100.00 % |